# Brahestads järnvägsstation

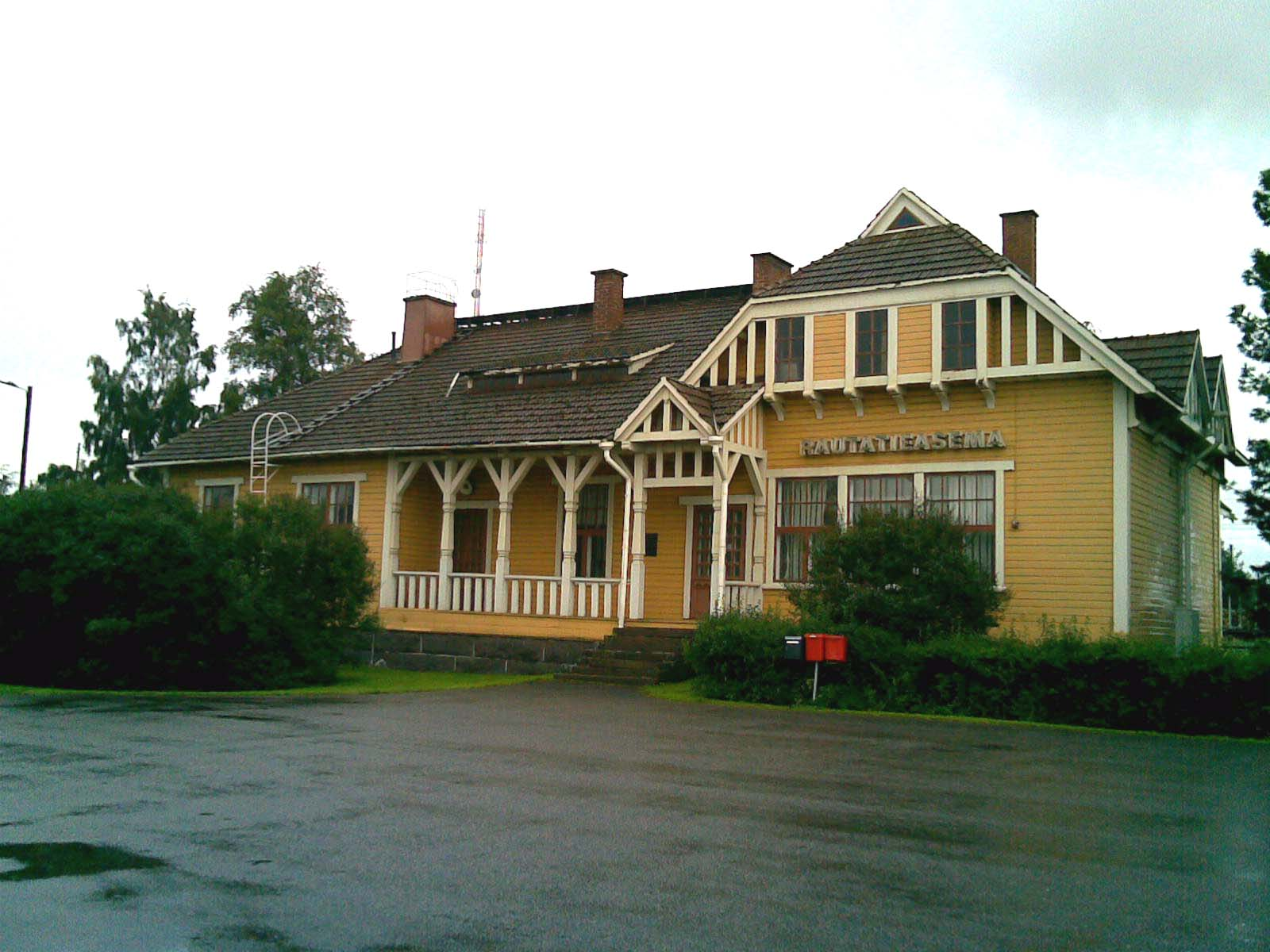
Järnvägsstationen i Brahestad

Brahestads järnvägsstation är en järnvägsstation på Brahestadsbanan i den finländska staden Brahestad i landskapet Norra Österbotten. Stationsbyggnaden byggdes i trä mellan åren 1899 och 1900. Numera har stationen endast godstrafik. Persontrafiken lades ner under 1980-talet.